# IC 3027
IC 3027 је ознака објекта на координатама са ректансцензијом 12h 10m 30,0s и деклинацијом + 14° 11" 36'. Открио га је Ројал Харвуд Фрост, 7. маја 1904. Каснијим посматрањима на том положају није уочен никакав астрономски објекат.